# Atherinomorpha
De Atherinomorpha zijn een clade van straalvinnige beenvissen binnen de superorde Acanthopterygii, bestaande uit drie orden. De clade wordt gerangschikt als een infraserie binnen de subserie Ovalentariae, die op zijn beurt wordt gerangschikt binnen de bredere clade Percomorpha.

## Kenmerken
De soorten binnen de infraserie Atherinomorpha zijn over het algemeen kleine vissen die normaal gesproken niet langer dan twee tot tien centimeter worden, hoewel sommige naaldvissen uit de orde Beloniformes tot twee meter kunnen groeien. De teelballen van de mannetjes zijn van het beperkte spermatogoniale type, waarbij de teelballen veranderen in een seizoenspatroon voor een overeenkomend patroon van voortplanting. De vrouwtjes leggen demersale eieren met filamenten op het chorion. Ze kunnen al dan niet stekels in hun vinnen hebben, maar waar deze aanwezig zijn, zijn ze over het algemeen zwak. Het aantal wervels is normaal gesproken minder dan vierentwintig. De buikvinnen zijn abdominaal, subabdominaal of thoracaal gepositioneerd en kunnen door een ligament met de pleurale rib worden verbonden. Ctenoïde schubben kunnen aanwezig zijn, maar dit is zeldzaam binnen deze groep.
De meerderheid van de soorten binnen de Atherinomorpha zijn oppervlaktevoedende vissen en ongeveer driekwart van de soorten is beperkt tot zoet of brak water. Binnen deze infraserie is de aanpassing aan interne bevruchting, waarbij dus de hom het wijfjeslichaam binnendringt, onafhankelijk geëvolueerd, vooral in zoetwatergroepen, en dit taxon bevat een grotere diversiteit aan interne bevruchting dan enige andere groep vissen. Soorten kunnen ovipaar of levendbarend zijn. De filamenten op het chorion worden gebruikt om aan het substraat te kleven en in de meeste taxa, behalve de exocoetoïden, is er een duidelijke druppel olie die zich vormt aan de plantaardige pool.

## Taxonomie
Er is zeer sterk bewijs dat de Atherinomorpha een monofyletische groep vormt, ondersteund door de nadruk op diverse en ongebruikelijke reproductieve aanpassingen en dit is vervolgens ondersteund door moleculaire studies. Binnen de groep zijn de Atheriniformes een zustergroep van de Beloniformes en de Cyprinodontiformes, waarbij de atheriniden met stekels in hun vinnen worden beschouwd als de meest basale leden van de clade.
Het fossiele bereik van de Atherinomorpha is het Eoceen tot op heden.
De Atherinomorpha is als volgt ingedeeld:
- Infraseries Atherinomorpha
  - Orde Atheriniformes
    - Onderorde Atherinopsoidei
    - Onderorde Atherinoidei

  - Orde Beloniformes
    - Onderorde Adrianichthyoidei
    - Onderorde Exocoetoidei

  - Orde Cyprinodontiformes
    - Onderorde Aplocheiloidei
    - Onderorde Cyprodontoidei